# Баранов, Николай Венедиктович
Николай Венедиктович Баранов (Николай фон Баранофф; нем. Nikolai von Baranoff; 1 мая 1808, Ревель — 6 августа 1863, Пайде) — русско-немецкий глухонемой художник, рисовальщик, литограф, книжный иллюстратор.  

## Биография
Родился в 1808 (1810) году в Ревеле в лютеранской дворянской семье. Происходил из первоначально русского рода Барановых, предки которых бежали в Эстляндию (в то время — территория Швеции) от преследований царя Ивана Грозного. После Северной войны фон Барановы вновь оказались подданными России, теперь уже как остзейский немецкий род. Этот лютеранский род Барановых не следует путать с другими русскими дворянскими родами с такой же фамилией. Глухонемой от рождения, он в ранних годах обнаружил способности и любовь к живописи.
С 1817 года Николай фон Баранов жил и воспитывался в приюте для глухонемых в Берлине. Изучал живопись в Берлине (под руководством Карла Вильгельма Ваха) и Дюссельдорфе, Мюнхене и Вене, затем с образовательными целями посетил Рим. В дальнейшем вернулся в Россию, жил попеременно в Санкт-Петербурге и в своём поместье родовом поместье Вяц (совр. Вяэтса). В России официально имел звание неклассного (свободного) художника. Был женат на Элеоноре Абрамовской, имел двоих сыновей. 
Николай фон Баранов писал портреты актёров и артисток Санкт-Петербургских театров, запрестольные образы для лютеранских церквей (в том числе для церкви в Вейсенштейне (совр. Пайде)), жанровые картины, создавал литографические портреты и книжные иллюстрации. В XIX веке были известны, в частности, следующие картины Баранова: «Знаменосец», «Кавалерийский водопой», «Охотник, которому девушка дает пить», «Охотник, слушающий пение двух девушек». Среди заказчиков его работ была императрица Александра Фёдоровна.
Скончался в 1863 году в Вейсенштейне.
После революции (переворота) 1917 года имя Николая Венедиктовича Баранова в России было на долгое время забыто, его наследие изучено недостаточно.